# Eustrephus
Eustrephus is een geslacht uit de aspergefamilie. De soort komt voor in Maleisië, de Pacifische eilanden en het oosten van Australië. Het geslacht telt slechts een soort: Eustrephus latifolius.